# 白帆 (横浜市)
白帆（しらほ）は、神奈川県横浜市金沢区の地名。「丁目」の設定のない単独町名である。住居表示未実施区域
。

## 地理
- 金沢区の北部に位置し、周囲は海であるが、北東に鳥浜町と接している。また、人口は0人である[1]。

## 歴史

### 沿革
- 1995年（平成7年）7月10日 - 一部区域の埋め立てにより、白帆を新設[6]。

## 事業所
2021年（令和3年）現在の経済センサス調査による事業所数と従業員数は以下の通りである。
| 町丁 | 事業所数  | 従業員数 |
| ---- | --------- | -------- |
| 白帆 | 160事業所 | 1,702人  |

### 事業者数の変遷
経済センサスによる事業所数の推移。
| 年                 | 事業者数 |
| ------------------ | -------- |
| 2016年（平成28年） | 100      |
| 2021年（令和3年）  | 160      |

### 従業員数の変遷
経済センサスによる従業員数の推移。
| 年                 | 従業員数 |
| ------------------ | -------- |
| 2016年（平成28年） | 925      |
| 2021年（令和3年）  | 1,702    |

## 施設
- 横浜ベイサイドマリーナ
- 三井アウトレットパーク 横浜ベイサイド

## その他

### 日本郵便
- 郵便番号 : 236-0007[3]（集配局：横浜金沢郵便局[9]）

### 警察
町内の警察の管轄区域は以下の通りである。
| 番・番地等 | 警察署     | 交番・駐在所 |
| ---------- | ---------- | ------------ |
| 全域       | 金沢警察署 | 並木交番     |